# Юхары-Киямаддинли
Юхары-Киямаддинли (до 2015 года — Киямаддинли, азерб. Yuxarı Qiyaməddinli) — село в Юхары-Киямаддинлинском административно-территориальном округе Агджабединского района Азербайджана.

## Этимология
Название села происходит от рода Киямаддинли, занимавшегося скотоводством. Приставка юхары обозначает верхний и добавлена для отличия от одноименного села в этом же районе

## История
Село Киамадинлу Кумбат-Али-бека в 1913 году согласно административно-территориальному делению Елизаветпольской губернии относилось к Араспарлинскому сельскому обществу Шушинского уезда.
В 1926 году согласно административно-территориальному делению Азербайджанской ССР село относилось к дайре Агджабеды Агдамского уезда.
После реформы административного деления и упразднения уездов в 1929 году был образован Аразбарский сельсовет в Агджабединском районе Азербайджанской ССР.
Согласно административному делению 1961 и 1977 года село Киямаддинли входило в Аразбарский сельсовет Агджабединского района Азербайджанской ССР.
Село серьезно пострадало в годы Первой карабахской войны (1992—1994), были разрушены сотни домов, школа, дом культуры, библиотека.
В 1999 году в Азербайджане была проведена административная реформа и внутри Аразбарского административно-территориального округа был учрежден Юхары-Киямаддинлинский муниципалитет Агджабединского района.
8 февраля 2000 года из состава Аразбарского административно-территориального округа был выделен новый, Юхары-Киямаддинлинский.
29 мая 2015 года Указом Президента Азербайджана Ильхама Алиева селу Киямаддинли присвоено название Юхары-Киямаддинли.

## География
Село находится в 38 км от райцентра Агджабеди и в 317 км от Баку. Ближайшая железнодорожная станция — Агдам (действующая — Халадж).
Село находится на высоте 196 метров над уровнем моря.

## Население
| Численность населения | Численность населения | Численность населения | Численность населения | Численность населения |
| 1886                  | 1977                  | 1983                  | 1999                  | 2009                  |
| --------------------- | --------------------- | --------------------- | --------------------- | --------------------- |
| 507                   | ↗1201                 | ↗1500                 | ↗2427                 | ↗3175                 |

В 1886 году в селе проживало 507 человек, все — азербайджанцы, по вероисповеданию — мусульмане-шииты.
Население преимущественно занимается хлопководством, выращиванием зерна, животноводством.

## Климат
| Показатель                                             | Янв. | Фев. | Март | Апр. | Май  | Июнь | Июль | Авг. | Сен. | Окт. | Нояб. | Дек. | Год  |
| ------------------------------------------------------ | ---- | ---- | ---- | ---- | ---- | ---- | ---- | ---- | ---- | ---- | ----- | ---- | ---- |
| Средний суточный максимум, °C                          | 6,3  | 7,3  | 11,1 | 18,7 | 23,2 | 28,0 | 31,4 | 30,7 | 26,0 | 20,1 | 13,5  | 8,6  | 18,7 |
| Средняя температура, °C                                | 2,6  | 3,5  | 6,9  | 13,6 | 18,1 | 22,7 | 26,0 | 25,1 | 21,0 | 15,6 | 9,6   | 4,9  | 14,1 |
| Средний суточный минимум, °C                           | −1   | −0,2 | 2,8  | 8,5  | 13,1 | 17,5 | 20,6 | 19,5 | 16,1 | 11,1 | 5,7   | 1,2  | 9,6  |
| Норма осадков, мм                                      | 19   | 25   | 32   | 45   | 59   | 49   | 21   | 21   | 25   | 44   | 29    | 27   | 396  |
| Источник: http://en.climate-data.org/location/992259/6 |      |      |      |      |      |      |      |      |      |      |       |      |      |

Среднегодовая температура воздуха в селе составляет +14,1 °C. В селе полупустынный климат.

## Инфраструктура
В советское время в селе располагались средняя школа, библиотека, клуб, медицинский пункт.
В селе расположены почтовое отделение, средняя школа, клуб, библиотека, врачебный пункт.